# Раджабов, Сатар
Сатар Раджабов (1927—1996) — звеньевой колхоза имени Максима Горького Пахтаабадского района Сталинабадской области Таджикской ССР. Герой Социалистического Труда (19.03.1947).

## Биография
Родился в 1927 году в Душамбинском вилояте Таджикской АССР (в составе Узбекской ССР), ныне — территория Турсунзадевского района Республики Таджикистан. Таджик.
В период Великой Отечественной войны в декабре 1944 года несовершеннолетний Сатар Раджабов возглавил высокоурожайное звено по выращиванию хлопка в колхозе имени Максима Горького в Пахтаабадском районе Сталинабадской области Таджикской ССР (до 1978 года — Регарский район, ныне — Турсунзадевский район Таджикистана), председателем которого был Х. Раджабов.
Звено С. Раджабова, состоявшее из пяти несовершеннолетних тружеников, самому старшему из которых исполнилось 19 лет, под патронажем мираба Ибрагима Камолова взяло обязательство в 1945 году собрать урожай хлопка по 50 центнеров с гектара. Мальчишки ударно работали на победу в тылу, испытали и холод и голод и потерю близких.
В 1945 году его звено собрало урожай по 76 центнеров хлопка сорта «американец» с каждого гектара, а осенью 1946 года уже по 106 центнеров с гектара на площади 5 гектаров, всего в общей сложности 530 центнеров хлопка, каждый день отправляя на колхозный хирман (склад) по 600—650 килограммов хлопка сырца, притом что другие звенья колхоза собрали в среднем 25-30 центнеров с гектара.
Указом Президиума Верховного Совета СССР от 19 марта 1947 года за получение высоких урожаев хлопка в 1946 году звеньевому Раджабову Сатару присвоено звание Героя Социалистического Труда с вручением ордена Ленина и золотой медали «Серп и Молот».
В следующем, 1947 году труженики звена С. Раджабова обязались собрать 140 центнеров «белого золота» с гектара. Сведений о его дальнейшей судьбе нет.

## Награды
- Золотая медаль «Серп и Молот» (19.03.1947);
- орден Ленина (19.03.1947)
- орден Трудового Красного Знамени
- Медаль «За доблестный труд в Великой Отечественной войне 1941—1945 гг.»
- и другими
- Отмечен дипломами и почётными грамотами.